# 16879 Campai
16879 Campai là một tiểu hành tinh vành đai chính với cận điểm quỹ đạo là 2.6828106 AU. Nó có độ lệch tâm là 0.0232758 và chu kỳ quỹ đạo là 1673.0937479 ngày (4.58 năm).
Cajigal có vận tốc quỹ đạo trung bình là 17.93132161 km/s và độ nghiêng quỹ đạo là 7.11653°.
Tiểu hành tinh được Andrea Boattini và Maura Tombelli phát hiện vào ngày 24 tháng 1 năm 1998.
Nó được đặt theo tên Paolo Campai, nhà thiên văn học nghiệp dư ở Florence.